# Jamin Elliott
(en) Statistiques sur pro-football-reference
Jamin Odell Elliott, né le 5 octobre 1979 à Portsmouth, est un joueur américain de football américain.

## Biographie

### Enfance
Elliott est élevé par sa mère à Portsmouth et étudie à la Churchland High School,. Il ne reçoit pas beaucoup d'offres universitaires et accepte celle de l'université du Delaware.

### Carrière

#### Université
De 1998 à 2001, le joueur fait partie de l'équipe de football américain des Fightin' Blue Hens et reçoit 158 passes sur ses années universitaires, troisième meilleur score de l'université au moment de son départ. Elliott est nommé, à deux reprises, dans l'équipe de la saison pour l'Atlantic 10 Conference et figure parmi les meilleurs receveurs de l'histoire de la faculté, étant introduit dans le temple de la renommée de l'université du Delaware en 2014.
Membre également de la section athlétisme, il se montre au niveau national en triple saut.

#### Professionnel
Jamin Elliott est sélectionné au sixième tour de la draft 2002 de la NFL par les Bears de Chicago au 202e choix. Il signe un contrat de trois ans avec les Bears  et est pressenti pour se battre dans la rotation de kick returner,. Cependant, il ne joue que deux matchs lors de sa saison de rookie et est résilié avant d'être envoyé en équipe d'entraînement. Eliott intègre les Patriots de la Nouvelle-Angleterre en 2003 mais ne joue aucune rencontre, remportant tout de même le Super Bowl XXXVIII,. Le receveur retourne chez les Bears de Chicago et fait un détour par la NFL Europe et les Centurions de Cologne où il joue neuf matchs dont trois comme titulaire et reçoit vingt-quatre passes pour 342 yards et un touchdown.
Elliott tente sa chance en Arena Football League chez la Force de la Géorgie et parvient à jouer une rencontre pour les Falcons d'Atlanta en 2006. Après sa carrière, il devient recruteur et aide les plus jeunes dans leurs choix de carrière notamment au niveau universitaire.